# The Ego Has Landed
The Ego Has Landed je ekskluzivan album Robbiea Willimasa za SAD, je kompilacija najboljih pjesama s albuma Life thru a Lens i I've Been Expecting You. Iako je ovaj album dostigao tek 63. mesto na ljestvici, prodan je u više od 500,000 kopija. Časopis "Entertainment Weekly" ga je proglasio albumom 1999. godine.

## Popis pjesama
1. "Lazy Days" – 3:53
2. "Millennium" – 4:04
3. "No Regrets" – 5:09
4. "Strong" – 4:37
5. "Angels" – 4:24
6. "Win Some Lose Some" – 4:19
7. "Let Me Entertain You" – 4:21
8. "Jesus In A Camper Van" – 3:38 (zamijenjeno s "Phoenix From The Flames" - 4:02)
9. "Old Before I Die" – 3:54
10. "Killing Me" – 3:57
11. "Man Machine" – 3:35
12. "She's The One" – 4:18
13. "Karma Killer" – 4:28
14. "One Of God's Better People" – 3:35

## Vanjske poveznice
- allmusic.com - The Ego Has Landed